# Padraig McCarthy
Padraig McCarthy (Tipperary, 18 de julio de 1977) es un jinete irlandés que compite en la modalidad de concurso completo.
Ganó dos medallas de plata en el Campeonato Mundial de Concurso Completo de 2018, en las pruebas individual y por equipos. Participó en los Juegos Olímpicos de Río de Janeiro 2016, ocupando el octavo lugar en la prueba por equipos.

## Palmarés internacional
| Campeonato Mundial | Campeonato Mundial     | Campeonato Mundial | Campeonato Mundial |
| Año                | Lugar                  | Medalla            | Categoría          |
| ------------------ | ---------------------- | ------------------ | ------------------ |
| 2018               | Tryon (Estados Unidos) | Medalla de plata   | Individual         |
| 2018               | Tryon (Estados Unidos) | Medalla de plata   | Por equipos        |